# Deltorhinum armatum
Deltorhinum armatum är en skalbaggsart som beskrevs av François Génier 2010. Deltorhinum armatum ingår i släktet Deltorhinum och familjen bladhorningar. Inga underarter finns listade i Catalogue of Life.